# Amt Ravensberg

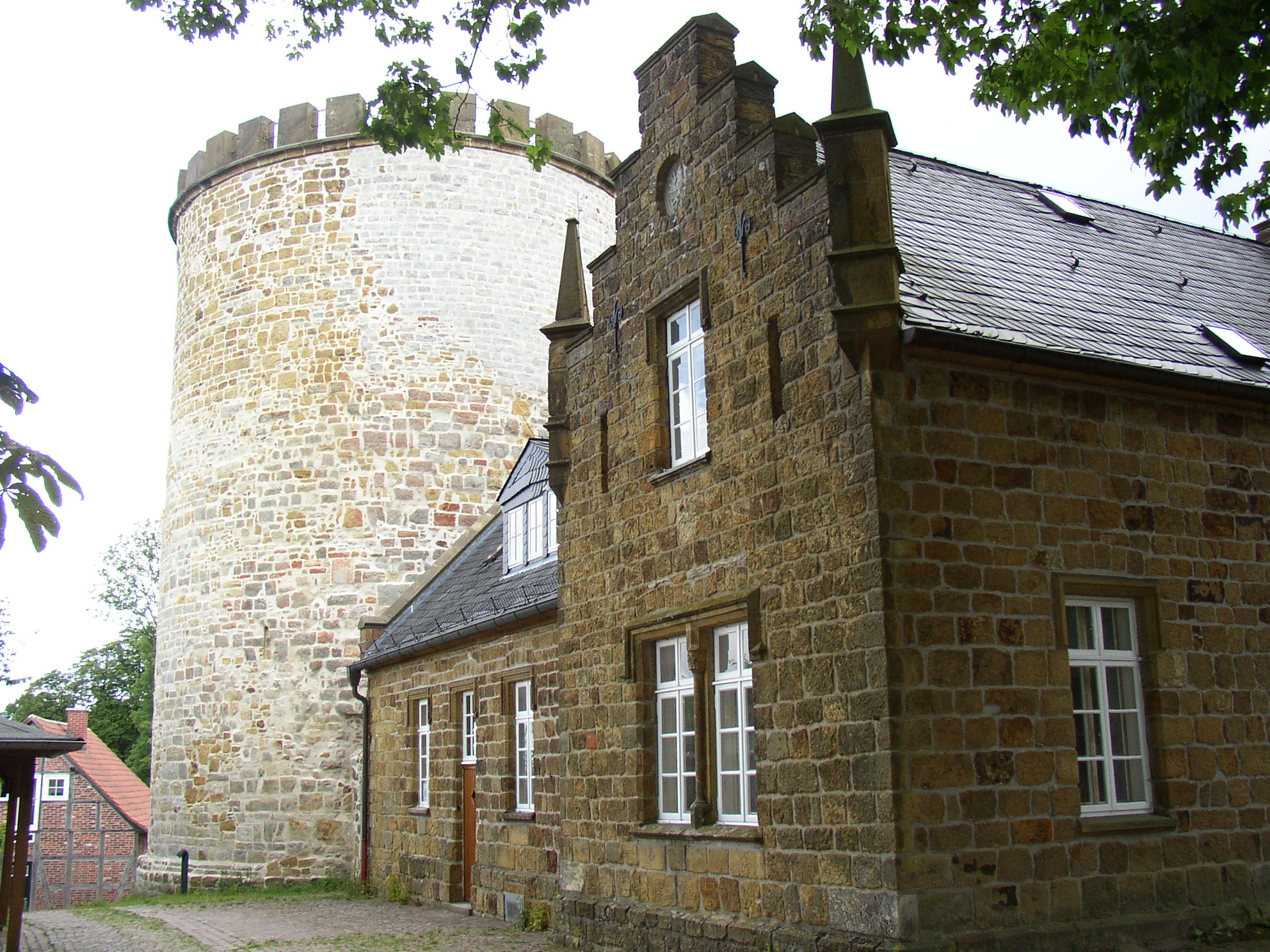
Burgruine Ravensberg

Lage des Amtes Ravensberg in der Grafschaft Ravensberg

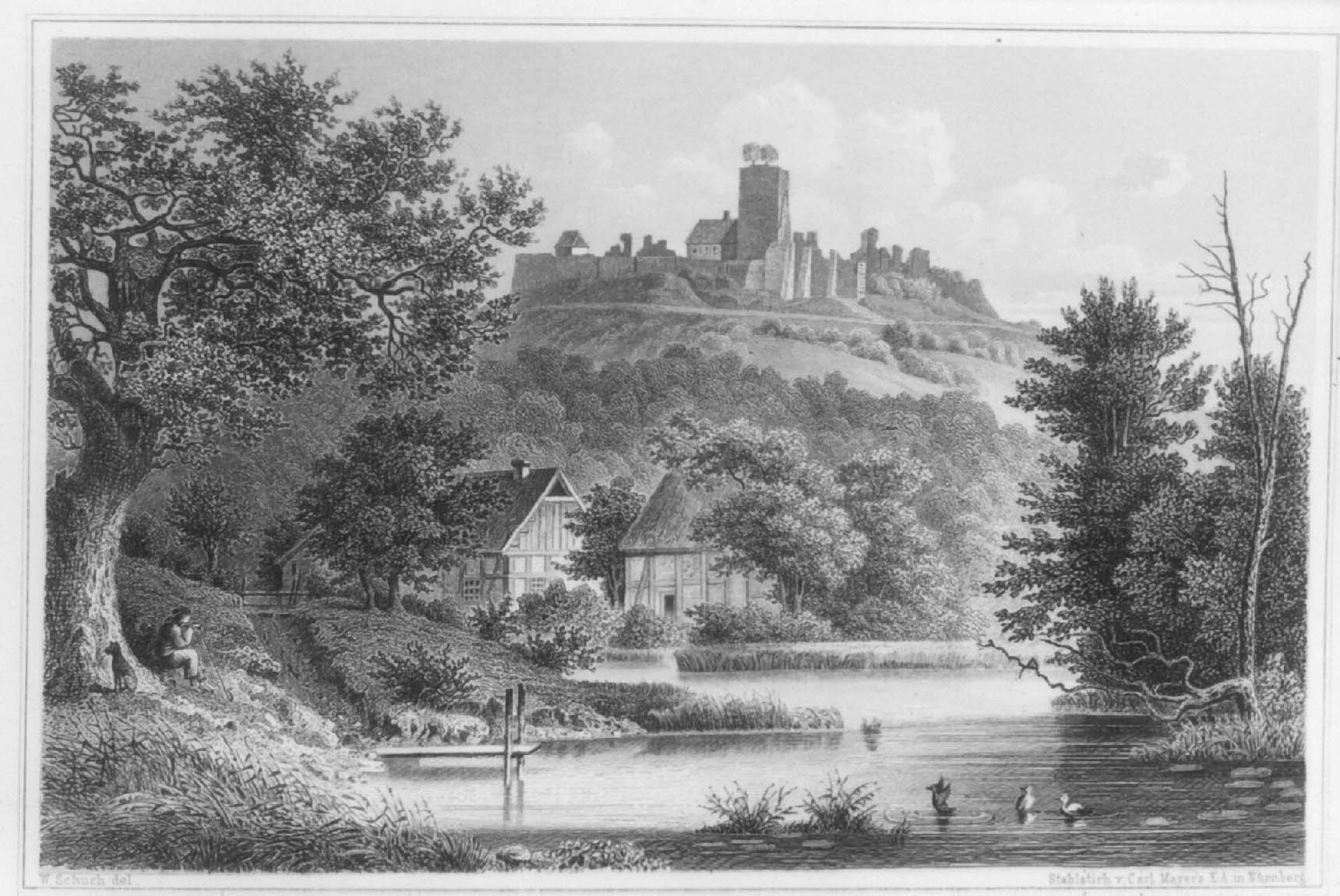
Historische Ansicht der Burg Ravensberg

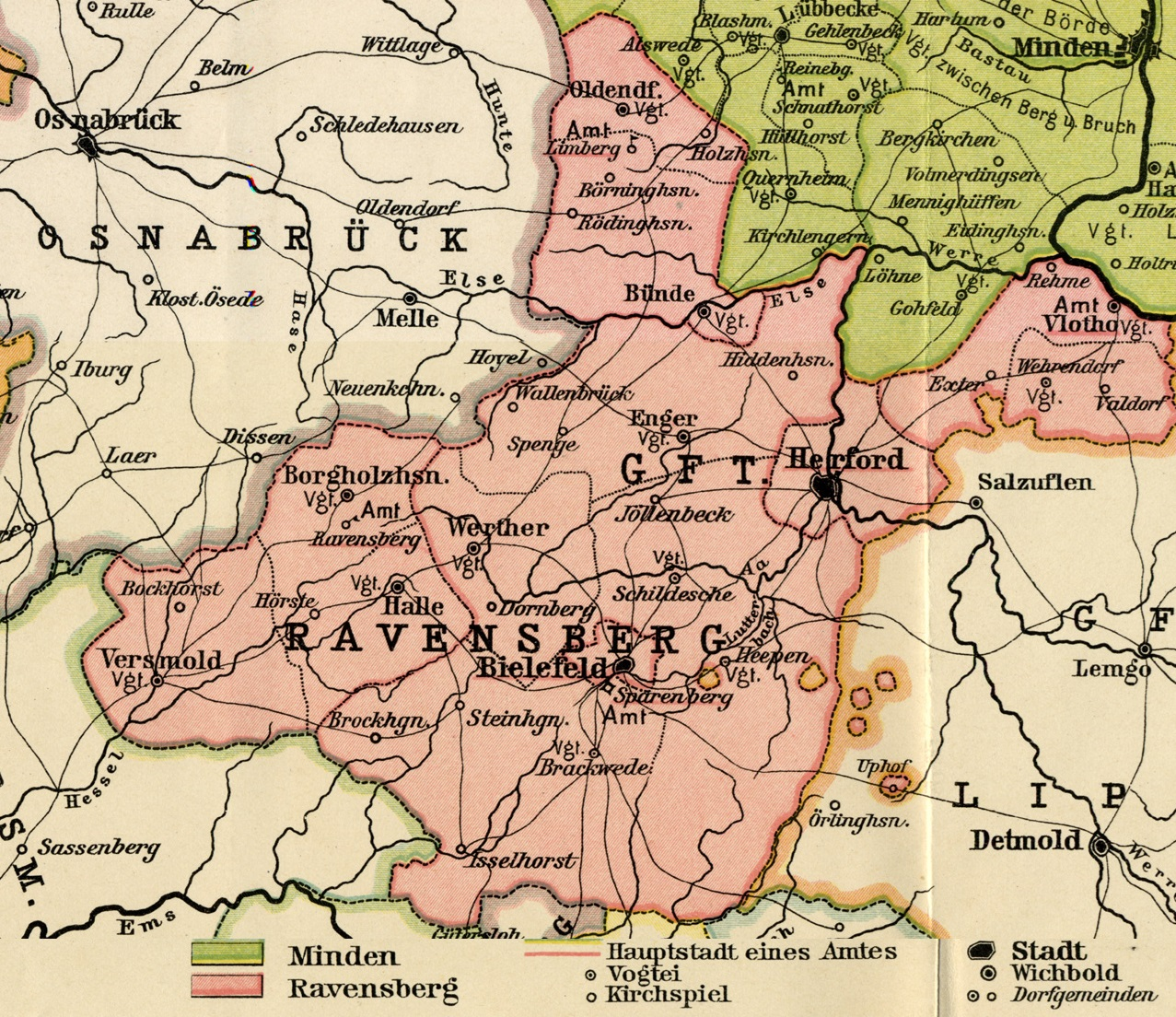
Ämter und Vogteien der Grafschaft Ravensberg

Das Amt Ravensberg war eines von vier Ämtern der bis 1807 bestehenden ostwestfälischen Grafschaft Ravensberg. Sein Gebiet liegt heute im Kreis Gütersloh in Nordrhein-Westfalen.

## Geographie
Das Amt lag naturräumlich nur zu einem geringen Teil im Ravensberger Hügelland und zum überwiegenden Teil in der Emssandebene südlich des Teutoburger Waldes. Die namensgebende Burg Ravensberg, die heute nur noch als Ruine erhalten ist, befand sich am Nordrand des Amtes. Sie war Landesburg und Keimzelle der Grafschaft. Im Jahr 1797 grenzte das Amt im Westen und Süden an das Hochstift Münster, im Osten an das Amt Sparrenberg und im Norden an das Hochstift Osnabrück. Seine Fläche betrug ca. 214 km².

## Gegenwärtige Zugehörigkeit
Das Gebiet des ehemaligen Amtes gehört heute zum Kreis Gütersloh und darin zu den Städten und Gemeinden Borgholzhausen, Halle, Steinhagen und Versmold. Die heutigen Städte Borgholzhausen und Versmold sind praktisch deckungsgleich mit den gleichnamigen alten ravensbergischen Vogteien. Die heutige Stadt Halle besteht fast aus der ganzen alten Vogtei Halle, nur Amshausen gehört heute zur Gemeinde Steinhagen.

## Gliederung
Spätestens ab 1652 bestand das Amt Ravensberg aus den drei Vogteien Borgholzhausen, Halle und Versmold, die ihrerseits in Kirchspiele, Amtsstädte, Dörfer, Bauerschaften und adlige Güter untergliedert waren. Im Jahre 1799 hatte das Amt die folgende Gliederung:

### Vogtei Borgholzhausen
Zur Vogtei Borgholzhausen, die deckungsgleich mit dem Kirchspiel Borgholzhausen war, gehörten die Amtsstadt Borgholzhausen, die Bauerschaften Barnhausen, Berghausen, Casum, Cleve, Hamlingdorf, Holtfeld, Kleekamp, Oldendorf, Ostbarthausen, Westbarthausen, Wichlinghausen und Winkelshütten sowie die adligen Güter Brinke, Holtfeld und Kuhhof.

### Vogtei Halle
Die Vogtei Halle umfasste die beiden Kirchspiele Halle und Hörste.
- Zum Kirchspiel Halle gehörten die Amtsstadt Halle, die Bauerschaften Amshausen, Ascheloh, Bokel, Eggeberg, Gartnisch, Hesseln, Kölkebeck, Künsebeck und Oldendorf b. Halle, das Klostergut Stockkämpen und das adlige Gut Steinhausen.
- Zum Kirchspiel Hörste gehörten die Bauerschaft Hörste sowie das adlige Gut Tatenhausen.

### Vogtei Versmold
Die Vogtei Versmold umfasste die beiden Kirchspiele Bockhorst und Versmold.
- Zum Kirchspiel Bockhorst gehörten die Bauerschaft Bockhorst und das adlige Gut Halstenbeck.
- Zum Kirchspiel Versmold gehörten die Amtsstadt Versmold, die Bauerschaften Hesselteich, Loxten, Oesterweg und Peckeloh sowie die adligen Güter Caldenhof und Stockheim.

## Geschichte
Die Grundlagen der Grafschaft Ravensberg und damit der Ämter wurden geschaffen, als die Grafen von Calvelage, begütert um Vechta und Bersenbrück, um 1100 Gebiete im Teutoburger Wald nordwestlich von Halle erwarben und die Burg Ravensberg errichteten. Otto (I.) verlegte um 1140 seinen Hauptsitz auf die Burg und führte fortan wie auch alle seine Nachfolger den Titel „Graf von Ravensberg“. Im Verlauf des 12. Jahrhunderts konnte das Gebiet durch Besitzungen im Raum Halle erweitert werden.
Bielefeld, das 1214 erstmals als Stadt erwähnt wurde, entwickelte sich in der Folge des Baus der Sparrenburg bis etwa 1250 zum Hauptort der Grafschaft. Für die folgenden hundert Jahre war die Sparrenburg der bevorzugte Sitz der Herrscher und die Burg Ravensberg hatte ihre besondere Bedeutung für die Grafschaft nicht mehr. Als Vertreter des jeweiligen Landesherren der Grafschaft Ravensberg stand dem Amt Ravensberg ein Drost vor. Die Drosten hatten bis 1695 ihren Sitz auf der Burg Ravensberg.
Seit etwa 1525 verbreitete sich im Amt die Reformation, so dass hier die Bevölkerung allmählich aber schließlich bis 1600 vollständig zum Luthertum übertritt.
Im Zuge der Neuordnung Deutschlands durch Napoleon I. wurde die Grafschaft Ravensberg 1807 dem Königreich Westphalen eingegliedert. Dort wurde eine neue Verwaltungsstruktur nach französischem Vorbild eingerichtet, in der das Amt Ravensberg nicht mehr vorkam. Sein Gebiet wurde auf die Kantone Halle und Versmold im Distrikt Bielefeld des Königreichs aufgeteilt. Nachdem das Gebiet 1813 wieder preußisch wurde, ging es 1816 im neugebildeten Kreis Halle der Provinz Westfalen auf. Zum Kreis Halle kamen mit Brockhagen, Steinhagen und Werther auch Teile des alten Amtes Sparrenberg.

## Einwohnerentwicklung
| Jahr | Amt Ravensberg | Quelle |
| ---- | -------------- | ------ |
| 1787 | 13.870         | [ 4 ]  |
| 1796 | 14.450         | [ 5 ]  |

## Drosten
Die Drosten des Amtes sind nur unvollständig und in der Regel ohne genaue Angabe ihrer Amtszeit überliefert.
- 13. und 14. Jahrhundert
  - Heinrich von Vincke
  - Albert von Vincke
  - Reinhard von Wolde
  - Lippold von Kerssenbrock
  - Swedero von Bussche
  - Alrad von Bussche
- 15. und 16. Jahrhundert
  - Hermann von Elssen
  - Ludolf von Nagel
  - Johann von Nagel
  - Dietrich von von Lüninck
  - Matthias von Altenbockum
  - Caspar von von Ledebur
- 17. Jahrhundert
  - Lubbert von Wendt
  - Heinrich Ludwig von Hatzfeld
  - Matthias von Wendt
  - Wilhelm von Ledebur
  - Clamor von Ledebur
  - Heinrich von Ledebur
- 18. Jahrhundert
  - Bernd Siegmund von Blankensee
  - Ernst von Ledebur